# Hydrolagus mccoskeri
Hydrolagus mccoskeri is een vis uit de familie kortneusdraakvissen. De vis komt voor de Grote Oceaan met name in de open wateren rond de Ecuador. De soort komt voor op diepten van 396 tot 506 m. De vis kan een lengte bereiken van 38 cm.